# Liste der Monuments historiques in Treffléan
Die Liste der Monuments historiques in Treffléan führt die Monuments historiques in der französischen Gemeinde Treffléan auf.

## Liste der Bauwerke
| Bezeichnung        | Beschreibung | Standort      | Kennzeichnung | Schutzstatus | Datum | Bild |
| ------------------ | ------------ | ------------- | ------------- | ------------ | ----- | ---- |
| Kapelle Notre-Dame |              | Cran (Lage)   | PA00091759    | Classé       | 1962  |      |
| Calvaire           |              | Bizole (Lage) | PA00091760    | Inscrit      | 1929  |      |

## Liste der Objekte
- Monuments historiques (Objekte) in Treffléan in der Base Palissy des französischen Kultusministeriums